# Skabersjöskolan

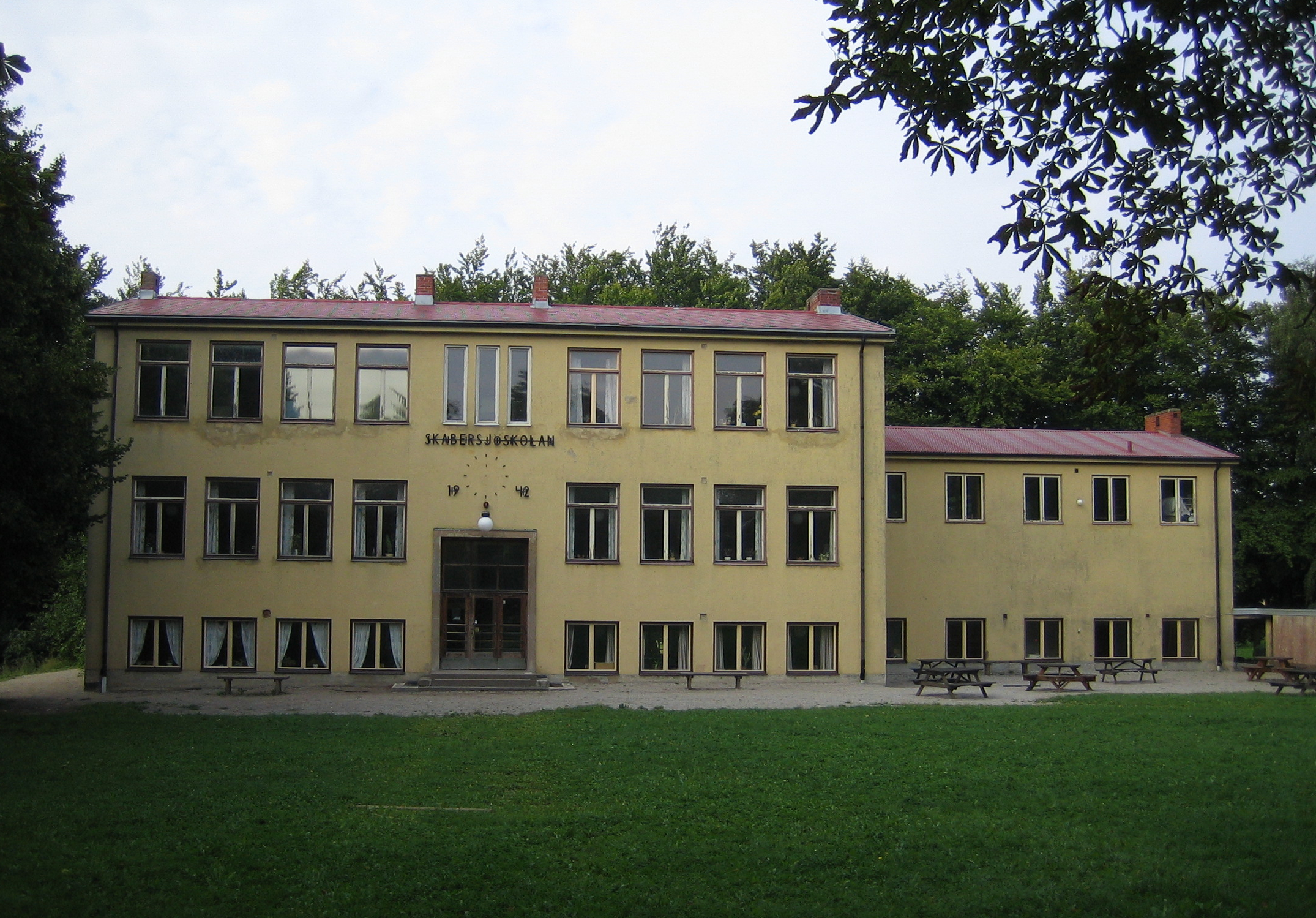
Skabersjöskolan.

Skabersjöskolan är en skolbyggnad som invigdes 1942 i dåvarande Skabersjö landskommun, vilken numera ingår i Svedala kommun. Byggnaden, som är belägen i Skabersjöby, är sedan 1998 byggnadsminne enligt kulturminneslagen. Den ligger även inom område av riksintresse för kulturmiljövärden och har utpekats som ett av de kulturhistoriska uttrycken.
År 1939 var arkitekten Sante Johanssons ritningar till byggnaden klara och det var överenskommet med greve Stig Thott om inköp av den gamla kyrkväktarbostaden. Andra världskriget satte emellertid stopp för bygget i två år fram till våren 1941. Skolan kostade 136 000 kronor att bygga, en mycket stor summa pengar under den tiden. 22 augusti 1942 var skolan färdigbyggd och redo för skolstart. Andra aktiviteter i byggnaden under denna tid förutom skolaktiviteter var bland annat sammanträden och stämmor, gymnastik på kvällar och syföreningar. År 1992 stängdes skolan efter 50 år och år 1993 stod det klart att byggnaden skulle rivas och bli villaområde. 
Skolan köptes sedan upp av två föräldrar för 80 000 kronor och måndagen den 17 augusti 1998 öppnade skolan igen som en friskola enligt I ur och skur-modellen. Skabersjöskolan blev Svedala kommuns första friskola. Skolan har förskola för barn 1,5-5 år samt skola och fritidshem för skolår F-5.